# 口袋罪
口袋罪指的是法律中一些界定不清、外延模糊以至于难以界定有罪与否的罪名。
司法机关在使用这些罪名时，有时会对法条所述情形进行拓展来贴合实际情况，于是便有了“一个大‘口袋’，什么都能装”的“口袋罪”，類似的比喻還有如霸王條款等也是相同的概念，古代已有的欲加之罪、何患無辭說的就是如此，為的是直接針對任何人隨意安上罪名解決。但即便是在獨裁政權，當今的社會裡至少作為公共國家制度的一環，政府必需表面上仍透過一個法治程序來操作，這往往為立法的擁權者帶來了困難，而頒布兜底性条款使用起來方便，对罪名定义不清、对情况描述不明一樣有效，就是口袋罪名不斷生成與發展的重要来源，甚至直接用「相關法律」搪塞過去，也違背了現代社會的法律明確性概念。

## 常见的口袋罪

### 反革命罪
1951年2月20日《中华人民共和国惩治反革命条例》规定：“凡以推翻人民民主政权，破坏人民民主事业为目的之各种反革命罪犯，皆依本条例治罪。”反革命罪是处治最严厉的法律罪名，又是一顶最随意、最泛滥、最令人恐惧的政治污名。1950年代初中國鎮壓反革命運動，共捕了262萬餘人，其中共殺反革命分子71.2萬餘人。根據《爭鳴》雜誌引述「內部調查」結果，文革期間「十三萬五千餘人被以現行反革命罪判為死刑」。
1979年《中华人民共和国刑法》将反革命罪罪名细分，反革命罪开始指代一类罪名。1997年《中华人民共和国刑法》将反革命罪改为危害国家安全罪。
反革命罪被细分后，产生的口袋罪罪名，主要有颠覆国家政权罪和煽动颠覆国家政权罪两种。
颠覆国家政权罪在1979年《中华人民共和国刑法》第92条被规定。其问题在于：颠覆形式包括暴力和非暴力、公开和秘密；推翻社会主义制度，是指以各种方式改变人民民主专政和以公有制为主体的社会主义市场经济的经济基础的行为；该罪属行为犯，但其构成，又不要求有颠覆政府的实际危害结果，只要进行了组织、策划、实施颠覆国家政权、推翻社会主义制度的行为，不管其是否得逞，颠覆国家政权罪依然可以成立。
煽动颠覆国家政权罪在1979年《中华人民共和国刑法》第102条第2款被规定。其问题在于：颠覆国家政权的定义一样不明确；煽动则可以以传单、T恤衫、社交媒体、意图联署、著说评论等各种形式。

### 流氓罪及寻衅滋事罪
1979年《中华人民共和国刑法》第160条规定有流氓罪。1997年《中华人民共和国刑法》取消流氓罪罪名，并将罪名细分为强制猥亵侮辱妇女罪、猥亵儿童罪、聚众淫乱罪、聚众斗殴罪、寻衅滋事罪等。
流氓罪被细分后，产生的口袋罪罪名为寻衅滋事罪。寻衅滋事罪的行为在1997年《中华人民共和国刑法》第293条规定如下： 
- 随意殴打他人，情节恶劣的。
- 追逐、拦截、辱骂他人，情节恶劣的。
- 强拿硬要或者任意损毁、占用公私财物，情节严重的。
- 在公共场所起哄闹事，造成公共场所秩序严重混乱的。

其问题在于：寻衅滋事行为规定过多，诸如追逐、拦截、辱骂、殴打、起哄闹事只要被认定为情节恶劣或严重，都可以被认为是一种寻衅滋事；由于可以认定为寻衅滋事的行为较多，导致许多难以归罪的危害行为被归于寻衅滋事罪。

### 投机倒把罪及非法经营罪
1979年《中华人民共和国刑法》第117、118、119条规定有投机倒把罪。1997年《中华人民共和国刑法》取消投机倒把罪罪名，并将罪名细分为合同诈骗罪、非法经营罪、强迫交易罪、倒卖文物罪、“倒卖车票、船票罪”、非法转让罪和“非法转让、倒卖土地使用权罪”等。
投机倒把罪被细分后，产生的口袋罪罪名为非法经营罪。非法经营罪在1997年《中华人民共和国刑法》第225条被规定。其问题在于：存在兜底条款“其他严重扰乱市场秩序的非法经营行为”，规定不明，从高利贷、套路贷到哄抬紧急性物资的价格都可以被该条款“击中”。

### 玩忽职守罪
玩忽职守罪在1979年《中华人民共和国刑法》第187条被规定。
1997年《中华人民共和国刑法》将其改为第397条，即“渎职罪”的第一条，并规定“本法另有规定的，依照规定”，初步解决了玩忽职守罪口袋罪化的问题。但目前该罪仍有成为口袋罪的趋势。其问题在于：将玩忽职守罪中的职责等同于滥用职权罪中之职权，并进而将其范围理解为“不仅包括法定的职务权限，而且包括根据惯例、基于国情等形成的职务权限”，且没有认定限制。
流氓罪、投机倒把罪、玩忽职守罪曾被合称为“三大口袋罪”；1997年刑法修正案中，将流氓罪拆分为强制猥亵侮辱妇女罪、猥亵儿童罪、聚众淫乱罪、聚众斗殴罪、寻衅滋事罪等六种罪名，撤销了投机倒把罪，然而寻衅滋事罪成为了新的口袋罪，其与提供侵入、非法控制计算机信息系统程序、工具罪与以危险方法危害公共安全罪被称为“新三大口袋罪”。

### 以危险方法危害公共安全罪
以危险方法危害公共安全罪在1979年《中华人民共和国刑法》第105条、106条被规定。其问题在于：这是法律明确规定的放火、决水、爆炸、投放危险物质四种危害公共安全罪以外的兜底条款，包含什么全依释法和判例，从醉酒驾车到传播新冠病毒都可以被认定是“其他危险方法”。然而该种危险方法，必须与放火、决水、爆炸、投毒四种方法有近似危害性，例如醉驾与传播新冠病毒可以被认为是“其他危险方法”，但是醉酒驾驶自行车、人力三轮车或者故意在小区里放一千只兔子以求兔子咬人显然就不属于“其他危险方法”。
2003年5月13日公布的《关于办理妨害预防、控制突发传染病疫情等灾害的刑事案件具体应用法律若干问题的解释》第一条明确，故意传播突发传染病病原体，危害公共安全的，依照刑法第一百一十四条、第一百一十五条第一款的规定，按照以危险方法危害公共安全罪定罪处罚。然而学界认为，传染病患者逃避治疗、强制隔离等措施而故意造成传染病传播或者传播严重危险的行为，是一种妨害传染病防治的行为，但不能适用《刑法》第330条的规定。而危险方法危害公共安全罪的处罚较重，因此《解释》在无罪、重罪的两难之间，显然选择了后者。2020年2019冠状病毒病疫情在中国大陆暴发初期，办案机关对于妨害疫情防控措施导致疫情传播或有引起疫情传播危险的行为，大多是以以危险方法危害公共安全罪立案侦查的。一直至2月6日，“两高两部”出台《关于依法惩治妨害新型冠状病毒感染肺炎疫情防控违法犯罪的意见》，实务部门逐步将以危险方法危害公共安全罪立案侦查的案件，调整为以妨害传染病防治罪定罪处刑。但对于确诊患者、无症状感染者、疑似患者拒绝隔离治疗或者隔离期未满擅自脱离隔离治疗，并进入公共场所或者公共交通工具的仍以危险方法危害公共安全罪处理。

### 提供侵入、非法控制计算机信息系统程序、工具罪
提供侵入、非法控制计算机信息系统程序、工具罪系由2009年《中华人民共和国刑法修正案（七）》增设，在《中华人民共和国刑法》第285条第3款被规定。其问题在于：构成该罪名的两个要件是专门性和非法性，即某种工具是专门用来违反法律，且其存在与法律或行政法规相违背；而VPN等工具既不是专门用来违反法律（例如：公司员工使用VPN等工具访问公司内部网络），又不与法律或行政法规相违背（仅与某些行政规章相违背），而却常常被作为该罪的工具而定罪；许多无法认定为其他犯罪的行为，只要与计算机有关，常常被论以计算机犯罪，以至理论界将其戏称为“计算机流氓罪”。

### 帮助信息网络犯罪活动罪
帮助信息网络犯罪活动罪（简称帮信罪）系由2015年《中华人民共和国刑法修正案（九）》增设，在《中华人民共和国刑法》第二百八十七条之二被规定，主要规制行为人明知他人利用信息网络实施犯罪，为其犯罪提供互联网接入、服务器托管、网络存储、通讯传输等技术支持，或者提供广告推广、支付结算等帮助，且情节严重的行为。但在司法实践中，关于帮信罪中“明知”的认识和理解存在较大争议，其定义较为模糊。有观点认为，帮信罪若处理不当，可能会成为口袋罪，造成不良社会影响。

## 外部連結
- 法学在线：口袋罪

## 参見
- 莫須有
- 八大罪
- 傷害中國人民的感情
- 辱華